# Bedminster (Bristol)
Bedminster, noto colloquialmente come Bemmy, è un distretto e council ward di Bristol, in Inghilterra. Nel 2021 contava 12 916 abitanti. Fu una parrocchia civile fino al 1896, quando divenne parte di South Bristol. Il distretto venne menzionato nel Domesday Book del 1086, ed era noto con il nome di Beiminstre..

## Geografia fisica

### Collocazione
Bedminster è distante 2,7 km dal centro di Bristol. La zona ad est di Bedminster è nota come Windmill Hill e la zona a sud è nota come Bedminster Down.

### Suddivisione amministrativa del council ward di Bedminster
Il council ward di Bedminster non include la parte nord di Bedminster (nel ward di Southville), Bedminster Down (nel ward di Bishopmouth) e Windmill Hill (nel ward omonimo).
Perciò, rimane diviso in due parti:
- Bedminster (solo la parte ovest del distretto)
- Ashton Vale

## Trasporti
Le due principali strade di Bedminster, East Street e North Street, fanno parte della strada A38, che parte da Bodmin, Cornovaglia e arriva a Mansfield, nel Nottinghamshire.
La linea Bristol-Exeter passa per Bedminster, e lì ha due stazioni, Bedminster e Parson Street. La stazione di Ashton Gate, ora in disuso, copriva l'area di Ashton ed era la stazione ferroviaria di riferimento per il Bristol City F.C.

## Sport
- Bedminster Cricket Club, fondato nel 1847
- Broad Plain Rugby Football Club